# Quốc hội Cộng hòa Dân chủ Congo
Quốc hội là hạ viện của Quốc hội của Cộng hòa Dân chủ Congo. Nó được thành lập bởi Hiến pháp của năm 2006. Cùng với thượng viện, nó tạo thành Quốc hội Cộng hòa Dân chủ Congo.
Nó nằm trong Palais du Peuple, Kinshasa, thủ đô của Cộng hòa Dân chủ Congo.

## Hệ thống bầu cử
Quốc hội được bầu cứ năm năm một lần bằng quyền bầu cử phổ thông. Quốc hội bao gồm 500 thành viên, 41 người được bầu trong các khu vực bầu cử của một phó tướng và phần còn lại theo chu vi của một số đại biểu trong danh sách mở..